# Muticaria macrostoma
Muticaria macrostoma es una especie de molusco gasterópodo de la familia Clausiliidae en el orden de los Stylommatophora.

## Distribución geográfica
Es  endémica de Malta. 